# 臺南市大內區大內國民小學
23°07′09″N 120°21′39″E / 23.119090°N 120.360925°E
臺南市大內區大內國民小學（簡稱大內國小）為臺灣臺南市大內區的一所市立國民小學，被列為偏遠地區學校，並設有頭社分校，其源自1912年設立的六甲公學校內庄分校。

## 校史
大內地區原為六甲公學校的學區，但六甲公學校距離遙遠，雖鄰近有大目降公學校山仔頂分校，但其與內庄（大內舊稱）聚落之間有曾文溪相隔，交通實為不便。內庄區長楊子弼、官佃區長陳炳三、六甲區長毛道宗於是在1911年3月17日向臺灣總督府申請設立「六甲公學校內庄分校」，學校設在臺南廳六甲支廳善化里西堡內庄，在1912年4月17日經總督府許可設立。1917年4月1日，學校獨立為「內庄公學校」。1920年10月1日，學校因行政區劃改制及更名，改為「大內公學校」。1921年4月24日，設立「頭社分離教室」。1935年12月25日，大內公學校的於新校地的校舍完工，在1937年時約有學生三百多人。1938年4月13日，設立校內神社。1941年4月1日，改制為「大內國民學校」，此時的地址為臺南州曾文郡大內庄大內952番地。
二戰後，學校在1945年11月15日改為「大內鄉第一國民學校」。1946年9月，校內神社拆除。1947年1月16日改為大內鄉「大內國民學校」。1968年8月1日，因九年國民教育實施而改稱「大內國民小學」。1999年8月1日，設置頭社分校、鳴頭分校。2006年8月1日，鳴頭分校裁撤。

## 校內神社
大內公學校校內社在曾文神社社掌主持之下，於1938年4月13日舉行竣工典禮，當天出席人數約有三千人，包含了校長甲斐完爾、大內庄長、曾文郡守、庄役場職員、公學校職員、青年團、壯丁團、防衛團、在鄉軍人分會、部落振興會等成員。此神社設有參道、石燈籠、拜殿、本殿。神社附近是學校早期的教職員宿舍區，目前則是學校操場。拜殿及本殿在二戰後拆除，而目前剩下的神社設施，是台灣目前少數保留較完整的校內社遺跡。

## 歷任校長
內庄公學校、大內公學校、大內國民學校
- 田淳吉：1917年，原任臺南第一公學校教諭，後任國語學校附屬女學校教諭
- 有馬為雄：1918年~1919年，原任臺南女子公學校教諭，後任山仔頂公學校長
- 本田四郎：1920年~1924年，原任山仔頂公學校長，後任六甲公學校長
- 澤田武雄：1925年~1926年，原任麻豆公學校訓導
- 川田文次：1928年~1929年，原任茅港尾公學校長，後任港公學校訓導
- 富島俊嶺：1930年~1933年，兼任二重溪公學校長，原任寶公學校訓導，後任虎尾郡役所庶務課視學
- 安部俊亮：1934年，原任新化公學校長，後任民雄庄長
- 甲斐完爾：1934年8月~1939年，兼任二重溪公學校長，原任北港公學校訓導，後任曾文實踐女學校長
- 吉田碩男：1940年~1941年，原任西螺公學校訓導
- 松下惠：1942年~，原任前大埔公學校長

大內鄉第一國民學校、大內國民學校
- 林永成：1946月4月~1946年12月
- 李清道：1946年12月~1948年1月
- 王枝：1948年2月~1951年8月
- 顏慶鍾：1951年9月~1954年9月
- 胡朝：1954年9月~1964年2月
- 郭源西：1964年2月~1969年10月

大內國民小學
- 孫子雲：1969年10月（教導主任代理）
- 周本立：1969年11月~1974年7月
- 何天雲：1974年8月~1975年7月
- 胡世凱：1975年8月~1980年8月
- 陳再添：1980年9月~1989年7月
- 林正村：1989年8月~1998年7月
- 曾福星：1998年8月~1999年7月（教務主任代理）
- 方煌洲：1999年８月～2003年7月
- 王聖銘：2003年8月~2005年7月
- 王念湘：2005年8月~2013年7月
- 呂麗蓉：2013年8月~2017年7月
- 李英昭：2017年7月（現任）